# Maria Conchita Alonso
María Conchita Alonso, född 29 juni 1957 i Cienfuegos, Kuba (uppvuxen i Caracas, Venezuela), är en kubansk-amerikansk singer-songwriter och skådespelare.

## Filmografi, i urval
- 1984 – En ryss i New York
- 1984 – Fear City
- 1986 – En salig röra
- 1987 – I rättvisans namn
- 1987 – The Running Man
- 1988 – Colors
- 1988 – Vampire's Kiss
- 1990 – Rovdjuret 2
- 1993 – Andarnas hus
- 1996 – Fångad av begär
- 1996 – For Which He Stands
- 2000 – Knockout
- 2002 – Heart of America
- 2003 – Chasing Papi
- 2006 – Material Girls
- 2007 – The Dead One
- 2008 – The Art of Travel
- 2009 – L.A. Gigolo
- 2011 – Without Men
- 2012 – The Lords of Salem

## Diskografi
- 1979 – Love Maniac (Polydor/PolyGram, 1979)
- 1980 – The Witch (Polydor/Polygram, 1980)
- 1982 – Dangerous Rhythm (PolyGram, 1982)
- 1983 – Te Amo (Polydor/PolyGram, 1983)
- 1984 – María Conchita (A&M/PolyGram, 1984)
- 1985 – O Ella o Yo (A&M/PolyGram, 1985)
- 1986 – Grandes Éxitos (PolyGram, 1986)
- 1987 – Mírame (PolyGram, 1987)
- 1990 – Hazme Sentir (PolyGram, 1990)
- 1991 – En Vivo México (Capitol/EMI Mexico, 1991)
- 1992 – Imagíname (Columbia/SME Mexico, 1992)
- 1994 – Alejandra: Boleros (PolyGram, 1994)
- 1997 – Hoy y Siempre (ARDC/PolyGram, 1997)
- 2004 – Grandes Éxitos
- 2005 – Soy EP (Hypnotic, 2005)
- 2008 – Greatest Hits (ARDC/Universal Latino, 2008)
- 2009 – Mienteme (ARDC/Universal Latino, 2009)